# Independencia (departement van La Rioja)
Independencia is een departement in de Argentijnse provincie La Rioja. Het departement (Spaans:  departamento) heeft een oppervlakte van 7.120 km² en telt 2.405 inwoners.

## Plaatsen in departement Independencia
- Amana
- Los Colorados
- Paganzo
- Patquía